# Никитинка (Чишминский район)
Никитинка (баш. Никитинка) — упразднённый посёлок Шингак-Кульского сельсовета в Чишминском районе Башкортостана. Исторически — русское поселение сразу на выезде из татарской деревни Шингак-Куль. В 2005 году включено в состав последнего:
Закон «О внесении изменений в административно-территориальное устройство Республики Башкортостан в связи с образованием, объединением, упразднением и изменением статуса населенных пунктов, переносом административных центров» от 20 июля 2005 года N 211-з постановил:

ст. 2. Объединить следующие населенные пункты с сохранением наименований:

8) в Чишминском районе:

поселок Никитинка и село Шингак-Куль Шингак-Кульского сельсовета, установив объединенному населенному пункту тип поселения — село, с сохранением наименования «Шингак-Куль»;

## Географическое положение
Посёлок располагается на северном берегу реки Большой Удряк, рядом с устьем впадающей в неё речки Малый Удряк. Малый Удряк в окрестностях посёлка славится рыбой. Здесь водятся щука, голавль, лещ, линь, окунь, пескарь и карась. Выше по течению по берегам реки обитают ондатры, бобры и водоплавающие птицы.
Расстояние до:
- районного центра (Чишмы): 27 км
- ближайшей ж/д станции (Шингак-Куль): 2 км
- ближайшей открытой платформы пригородного ж/д сообщения «1546 км» — менее 1 км.

## Население
В 1989 году в посёлке насчитывалось 185 жителей (89 мужского и 96 женского пола). По данным переписи 2002 года население увеличилось и составляло 202 жителя (101 мужского и 101 женского пола)

## Инфраструктура
Через посёлок проходит участок «80К-011» дороги регионального значения «М-5 „Урал“ — Чишмы». Участок полностью асфальтирован. Посёлок оборудован газопроводом. Магазины, школа, детский сад, сельская врачебная амбулатория — располагаются в присоединившем Шингак-Куле.
В Никитинке было 5 улиц:
- ул. Лесная
- ул. Молодёжная
- ул. Прибрежная
- ул. Шоссейная
- ул. Малокольцевая